# 98-й батальйон територіальної оборони «Азов-Дніпро»
98-й окремий батальйон територіальної оборони «Азов-Дніпро» — формування сил територіальної оборони Збройних сил України. Входив до складу 108-ї бригади територіальної оборони. Наприкінці 2022 року батальйон увійшов до складу 3-ї окремої штурмової бригади, ставши основою 1-го механізованого батальйону.

## Історія
Батальйон був створений з добровольців Дніпропетровщини. Входив до складу 108-ї бригади територіальної оборони.
Спочатку батальйон займався знешкодженням диверсантів.
Потім воював на Запорізькому, Донецькому напрямках, а також як підкріплення залучався на Херсонщині.
13 травня 2022 року батальйон оприлюднив кадри удару російських позицій.
У серпні 2022 року в ході контрнаступальних дій на одному з напрямків ліквідував живу силу росіян.
У жовтні бійці батальйону знищили російський танк.
Наприкінці 2022 року батальйон увійшов до складу 3-ї окремої штурмової бригади, ставши основою 1-го механізованого батальйону.

## Командування
- (2022) Родіон Кудряшов[2]

## Традиції

### Символіка

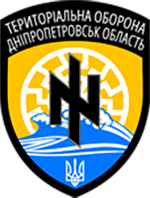
Перший варіант нарукавного знаку батальйону
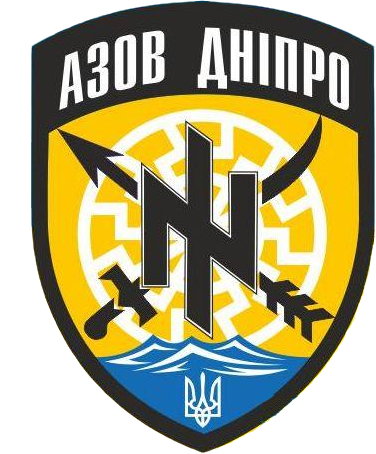
Ранній варіант знаку розрізнення батальйону
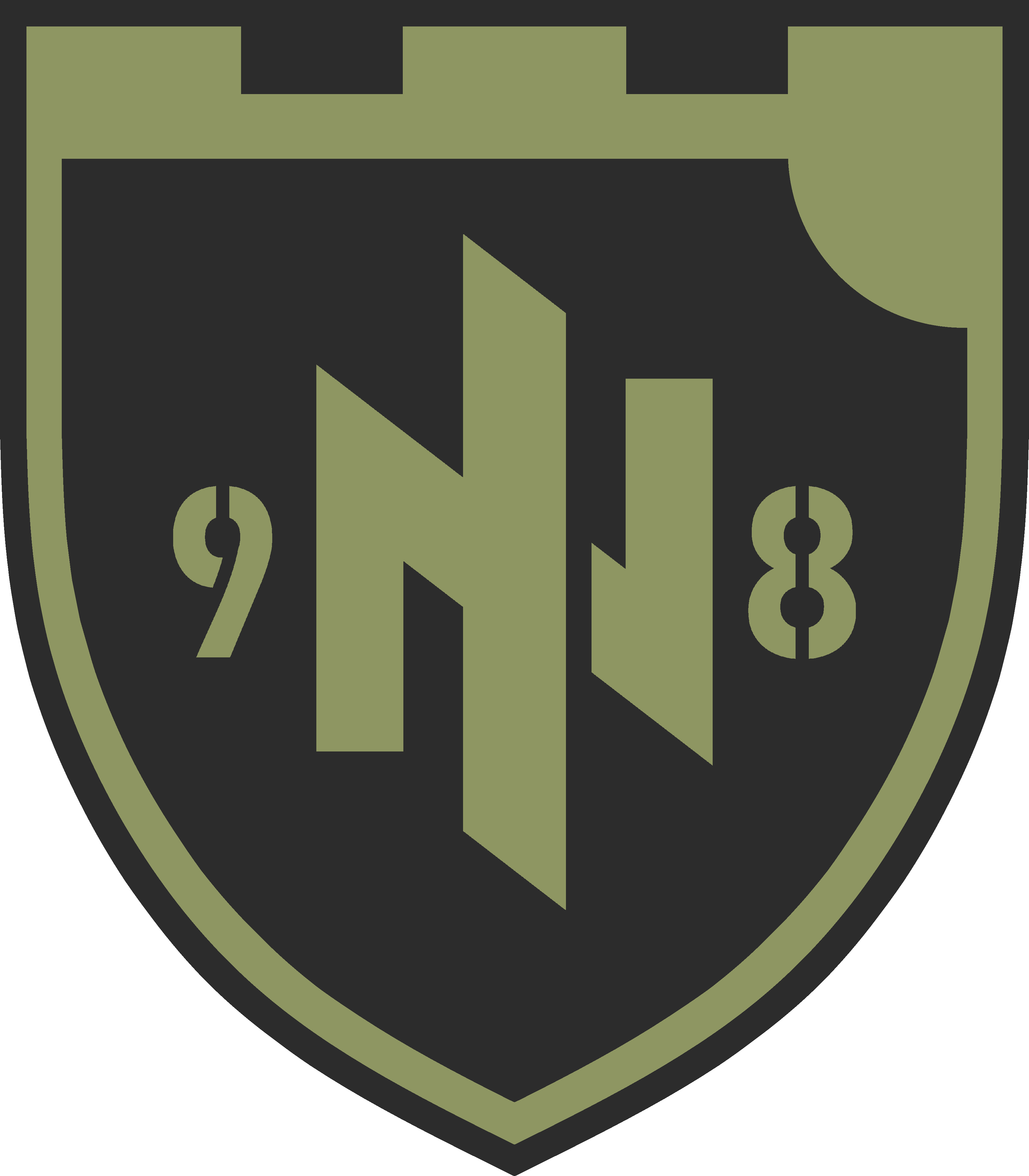
Нарукавний знак 98 батальйогу ТрО "Азов-Дніпро"